# Jarosław Sworak
Jarosław Lubomyrowycz Sworak, ukr. Ярослав Любомирович Сворак (ur. 7 lutego 1989 w Tarnopolu) – ukraiński piłkarz, grający na pozycji pomocnika lub napastnika.

## Kariera piłkarska

### Kariera klubowa
Wychowanek klubów FK Tarnopol i Wołyń Łuck, barwy których bronił w juniorskich mistrzostwach Ukrainy (DJuFL). W 2006 rozpoczął karierę piłkarską w pierwszej drużynie Wołyni Łuck. Podczas przerwy zimowej 2006/07 przeszedł do Karpat Lwów. Na początku 2011 został wypożyczony do białoruskiego Dniapra Mohylew, w którym grał do lata 2011, a potem do Krymtepłycia Mołodiżne. 23 marca 2012 jako wolny agent podpisał kontrakt z białoruskim klubem Sławia Mozyrz, ale już 15 kwietnia był zmuszony zawiesić karierę piłkarską. Dopiero 10 stycznia 2013 roku powrócił ponownie do Sławii Mozyrz, ale nie rozegrał żadnego meczu i w marcu 2014 zasilił skład Nywy Tarnopol. Latem 2017 wyjechał za ocean, gdzie podpisał kontrakt z FC Vorkuta.

### Kariera reprezentacyjna
Debiutował w reprezentacji U-17. Występował również w juniorskiej reprezentacji U-19.